# Pieter Maria Frans van Meeuwen
Jhr. Pieter Maria Frans van Meeuwen ('s-Hertogenbosch, 25 april 1837 - aldaar, 11 mei 1913) was een Nederlands jurist en president van het gerechtshof in zijn geboortestad. 
Van Meeuwen, lid van de familie Van Meeuwen, was een zoon van de Bossche advocaat Eduardus Johannes Petrus van Meeuwen, die in 1846 gouverneur van de provincie Limburg zou worden, en van Cornelia Theresia Hanssen. Van Meeuwen promoveerde in 1859 in de rechten magna cum laude in Leiden en werd in datzelfde jaar advocaat in 's-Hertogenbosch. In 1866 trouwde hij met Elisabeth Julienne Magnée, vrouwe van Vliek (1843-1900), met wie hij vier kinderen kreeg, onder wie de jurist jhr. mr. Pieter Leon van Meeuwen (1870-1921). Zij was een dochter van de burgemeester L.H.A. Magnée van de Limburgse gemeente Horn, de eigenaar van kasteel Vliek. Na zijn overlijden werd het kasteel eigendom van Van Meeuwen. Hij werd in 1871 benoemd tot advocaat-generaal bij het gerechtshof. In 1889 werd hij vicepresident van het Hof, en na het overlijden van T.H. Bondam in 1900 volgde hij hem op als president; hijzelf werd als president opgevolgd door zijn broer jhr. mr. Lodewijk Cornelis Josephus Andreas van Meeuwen.
Van Meeuwen was voorzitter van het Provinciaal Genootschap van Kunsten en Wetenschappen in Noord-Brabant en voorzitter van de Sociëteit Casino.
Jhr. mr. P.M.F. van Meeuwen was ridder in de Orde van de Nederlandse Leeuw en commandeur in de Orde van Oranje-Nassau. Hij overleed in zijn geboorteplaats op 76-jarige leeftijd.